# Erik Truffaz
Erik Truffaz (Chêne-Bougeries, 3 april 1960) is een Frans jazztrompettist. 
Als zoon van een professioneel muzikant, werd Truffaz al jong meegenomen om op te treden in het dansorkest van zijn vader. Hij studeerde trompet aan de conservatoria van Genève en Chambéry en startte in 1990 zijn eerste kwintet Orange. Met dit kwintet won hij een prijs op het Concours National de Jazz in Parijs, speelde op het Montreux Jazz Festival en maakte zijn eerste CD, Nina Valéria. Truffaz speelde vervolgens mee in de hiphopgroep Silent Majority. De muziekstijl die hij vervolgens ontwikkelde kenmerkt zich door elementen van electronic dance, hiphop en rock, zijn spel is beïnvloed door Miles Davis.

## Discografie
- Nina Valéria (1994)
- Out of a Dream (1997)
- The Dawn (1998)
- Bending New Corners (1999)
- The Mask (2000)
- Mantis (2001)
- ReVisité (2001)
- Magrouni (2002)
- Tales Of The Lighthouse (2002)
- The Walk of the Giant Turtle (2003)
- Saloua (2005)
- Face-à-face (2CD Live + DVD) (2006)
- Arkhangelsk (2007)
- Benares (2008)
- Mexico (2008)
- Paris (2008)
- In between (2010)
- El tiempo de la Revolución (2012)